# الاشتباكات الأذربيجانية الأرمنية 2016
بدأت الاشتباكات الأذربيجانية الأرمنية 2016 في 2 أبريل 2016 بين أذربيجان من جهة وأرمينيا وجمهورية مرتفعات قرة باغ بعد خرق الهدنة المبرمة منذ نهاية الحرب الأولى من قبل أرمينيا في 24 ساعة الأخيرة نحو 127 مرة عند خطوط التماس الأولى فبعدها بدأ هجوم أذربيجان متسببا في كسر للهدنه واستطاع فرض سيطرته على تلة لالا تبه الاستراتيجية بالقرب من تاليش وعلى بلدة سيسولان وقتل نحو 12 جندي أذري واسقطت طائرة مروحية لهم وقتل نحو 100 جندي أرميني ودمرت 6 دبابات و15 قطعة مدفعية وقالت وزارة الدفاع الأرمنية عن هجوم معاكس على المواقع التي خسروها وإرسال تعزيزات من عاصمة قرة باغ إلى خطوط التماس الأولى. في 3 أبريل، أعلنت وزارة الدفاع الأذربيجانية وقف العمليات القتالية من جانب واحد "إظهارًا للنوايا الحسنة"، فيما نقلت وكالات الأنباء نفي وزارة الدفاع الأرمينية لوقف القتال إذ أشارت إلى استمرار القصف المدفعي الأذربيجاني صباح يوم الأحد.
واستئنفت يوم الاثنين القوات المسلحة الأذربيجانية قصف جمهورية مرتفعات قرة باغ بالمدفعية والطائرات المقاتلة.
- قتل مايزيد عن 120 عسكري ومدني من طرفي النزاع منهم 97 شخص من القوات الأرمينية

## تسلسل الأحداث
- 1 أبريل : اشتباكات طفيفة عند خطوط التماس الأولى بين الأذريين والأرمينين
- 2 أبريل : إشتباكات عنيفة والقوات الأذربيجانية تدخل مرتفعين استراتيجيين وبلدة سيسولان
- 3 أبريل : أذربيجان تعلن وقف العمليات العسكرية من جانب واحد وسترد في حال هجوم أرمينيا وأرمينيا تنفي الخبر
- استعادت ميليشا جمهورية مرتفعات قرة باغ تلة لالا تيبه بعد يوم من سيطرة القوات المسلحة الأذربيجانية عليها وأذربيجان تنفي
- 4 أبريل : اشتباكات عنيفة تسفر عن مقتل 3 جنود أذريين و4 مسلحين من ميليشا جمهورية مرتفعات قرة باغ
- 5 أبريل : إعلان وقف إطلاق النار بين القوات المسلحة الأذربيجانية والقوات المسلحة الأرمينية
- 6 أبريل : قصف أرمني على مناطق في أذربيجان ومقتل مراهقة أذرية
- 7 أبريل : اسقطت طائرة تجسس بدون طيار تابعة للقوات المسلحة الأرمنية على يد مضادات القوات المسلحة الأذربيجانية.
- 8 أبريل : مقتل جنديين ارمنيين بمعارك قرب تاليش ضد القوات المسلحة الأذربيجانية
- 9 أبريل : اشتباكات عنيفة بين القوات الأذربيجانية والقوات الأرمينية ،و أذربيجان تتهم ارمينيا تحاول إفشال المفاوضات وأرمينيا تنفي.
- 10 أبريل : اشتباكات وقصف متبادل بين جيش أذربيجان وجيش أرمينيا.
- 14 أبريل : مقتل جندي أذربيجاني في مواجهات مع القوات الأرمينية ومرتفعات قرة باغ
- 15 أبريل : مقتل جندي من القوات المسلحة لجمهورية مرتفعات قرة باغ وجنديين من القوات المسلحة الأرمينية باشتباكات مع القوات المسلحة الأذربيجانية
- 26 أبريل : تجدد القصف المتبادل بين القوات الأذربيجانية من جهة والقوات الأرمينية من جهة أخرى ومقتل جندين أرمينين.

## ردود فعل
- الولايات المتحدة ـ وزير الخارجية جون كيري أدان المعارك بين القوات الأذرية والأرمينية ودعاهما إلى الاحترام الصارم لوقف إطلاق النار وبدء المفاوضات
- ألمانيا ـ وزير الخارجية الألماني فرانك فالتر شتاينماير دعا الجانبين لاحترام وقف إطلاق النار 1994 ووقف الصراع فورا
- الاتحاد الأوروبي ـ قال الممثل السامي للشؤون الخارجية كنت اشعر بقلق عميق بسبب النزاع وهذه الدعوة إلى امتثال لوقف إطلاق النار من الجانبين
- أذربيجان ـ الرئيس الأذربيجاني إلهام علييف قال أنه طعن في الخطوط الأمامية للجيش الأرميني وقال أنه يجب الإجابة
- الأمم المتحدة ـ الأمين العام بان كي مون إنهاء الصراع لجميع الأطراف المعنية في النزاع ودعا لتقيد وقف إطلاق النار
- أرمينيا ـ هاجم المتحدث باسم وزارة الدفاع أذربيجان واتهمها باستخدام الطائرات والدبابات والمدفعية في قصف قرة باغ لمساعدة القوات الأذربيجانية المتقدمة.
- روسيا ـ مستشار الرئيس فلاديمير بوتين ديمتري بيسكوف أعرب عن قلق العميق لبوتين وإن أذربيجان وأرمينيا تفاقما الصراع المجمد
- بيلاروس ـ حثت وزارة الشؤون الخارجية على مواصلة البحث عن حل سلمي للصراع وفق لمبادئ وقواعد القانون الدولي المعترف به بصورة عامة وأولا وقبل كل شيء على أساس الاحترم وضمان سيادة وسلامة أراضيها وحرمة الحدود وكذلك قرارات مجلس الأمن الدولي لها صلة وقرارات منظمة الأمن والتعاون وفي سياق آخر استدعي السفير البيلاروسي إلى أرمينيا ليكون على علم بان يريفان كان حائرا للغاية من هذا القرار الذي لا يتوافق مع روح العلاقات البيلاروسية-الأرمينية ومما يمكن ان يضر بعملية التفاوض.
- تركيا ـ الرئيس رجب طيب أردوغان أتصل بنظيره الأذربيجاني إلهام علييف مخبرا اياه أنه مستعد لمساندة أذربيجان ضد أرمينيا وقدم تعازيه الحارة للجنود الذين ماتوا بالاشتباكات.
- فرنسا : الرئيس فرانسوا هولاند دعا الطرفين إلى أكبر قدر من ضبط النفس والالتزام فورا وبشكل دائم وشامل بوقف إطلاق النار
- النرويج ـ دعا وزير الشؤون الخارجية بورغه برنده الأشتباكات بـ"التصعيد العسكري غير المقبول"
- كازاخستان ـ أعربت وزارة الشؤون الخارجية عن قلقها إزاء التصعيد الآخير للعنف ودعا الطرفين إلى الألتزام باتفاق وقف إطلاق النار.
- إيران ـ دعا المتحدث باسم وزارة الشؤون الخارجية حسين الجابري الأنصاري لكلا الجانبين على الامتناع عن أي طريقة الذي يمكن أن تفاقم الوضع أن توصي إيران وقف الأعمال العدائية من خلال التوصل إلى حل سلمي في إطار لوائح الأمم المتحدة في حين أكد أيضا أنه كما أن المنطقة مسرح لأعمال تخريبية من قبل جماعات متطرفة مثل هذه الاشتباكات تثير مخاوف شديدة بالنسبة لإيران
- كندا ـ دعا وزير الخارجية إلى التهدئة عند خط التماس ووقف اطلاق النار واعرب وزير الشؤون الخارجية ستيفان ديون عن قلقه ازاء تصعيد الاشتباكات بين القوات الأرمينية